# Tamás Aladár
Tamás Aladár (Halmi, 1899. március 10. – Budapest, 1992. október 17.) költő, író, műfordító, szerkesztő, politikus, diplomata.

## Életpályája
1700 holdon gazdálkodó családba született.  Középiskolai tanulmányait Ungváron és Szatmárnémetin végezte el. 1916-ban érettségizett. 1917-1918 között katonaként szolgált az első világháborúban. Diákként tanúja volt a román katonák kegyetlenkedéseinek a Tanácsköztársaságban résztvevő kommunistákkal szemben. Marxista műveket kezdett olvasni és később bekapcsolódott a kommunista mozgalomba. 1918-1920 között a Keleti Akadémia hallgatója volt. 1923-1925 között a Ma című folyóiratban publikált. 1926-ban az Új Föld szerkesztője volt Remenyik Zsigmonddal és Bortnyik Sándorral közösen. 1927-1930 között a 100% című folyóirat szerkesztője volt. 1932-1935 között a Szegedi Fegyház és Börtön rabja volt. Szabadulása után Debrecenbe költözött, ahol megismerkedett későbbi feleségével, Herczeg Évával, akit megszöktetett ügyvéd férjétől. 1937-től Franciaországban élt. 1939-ben Bölöni Györggyel megalapította a Magyar Írók és Művészek Szervezetét Párizsban, aminek főtitkára lett. Még ebben az évben a francia hatóságok internálták, szabadulásához jelentős magyar írók, köztük Illyés Gyula beadványa is hozzájárult. 1940-ben Mexikóba költözött. 1942-1946 között a Szabad Magyarság szerkesztője volt.
1946-ban tért vissza Magyarországra. 1946-1955 között a Szikra Kiadó igazgatója volt. 1955-1956 között a Magyar Írószövetség főtitkáraként dolgozott. 1956-tól 1966-os nyugdíjazásáig a külügyminisztériumban volt állományban, diplomáciai szolgálatot látott el: 1956. augusztus 10-től 1959. június 13-ig követ Delhiben. 1956. november 1-jén megtagadta az együttműködést Nagy Imre miniszterelnök kormányával, és politikai menedékjogot kért az indiai kormánytól. A Forradalmi Munkás-paraszt Kormány megalakulása után visszatért állomáshelyére. 1959. június 13-tól 1960. október 31-ig követ volt Bernben. 1960. szeptember 8-tól az UNESCO mellett állandó magyar képviselő, ugyanott nagykövet 1964. november 17-től 1966. május 3-ig.

## Művei
- Boldog híradás (versek, 1923)
- A partok elindulnak (versek, 1925)
- Új francia költők (fordította Molnár Józseffel, műfordítások, 1927)
- Szavalókórusok (1928)
- Három éjszaka (elbeszélés, 1946)
- Megsebzett ifjúság (regény, 1947)
- Gyanús emberek (regény, 1947)
- Solohov (tanulmány, 1952)
- Hajnali beszélgetés (elbeszélés, 1956)
- Zsuzsi és Aranka (elbeszélés, 1958)
- A 100%, a KMP legális folyóirata (tanulmány, 1964)
- Aggodalom jegyében (tanulmány, 1966)
- Szétszórt parazsak (elbeszélés, 1967)
- Emberek a pusztában (elbeszélés, 1967)
- Fényben és sötétben (válogatott művei, 1968)
- Nyugtalan árnyak (emlékezések, 1969)
- Felleges számkivetettség (visszaemlékezések, 1970)
- Börtönfalak árnyékában (emlékezések, 1971)
- Szikrák az éjszakában (emlékezések, 1973)
- A 100% története (1973)
- Akkoriban szűntelen fújt a szél (emlékezések, 1976)
- Álmok Indiában (regény, 1978)
- Parázsló alkony (versek, 1979)
- Eltűnt évek üzenete (elbeszélés, 1979)
- Látomástól a valóságig (emlékezések, 1981)
- Visszatért csillagok (versek, 1982)
- Sötétség rendje ellen (versek, 1984)
- Elvesztett emberek (regény, 1984)
- Írók, könyvek, vallomások (tanulmány, 1984)
- Párbeszéd a sorssal (versek, 1988)

## Műfordításai
- N. V. Bogdanov: Az első leány (regény, 1937)
- F. I. Panfjorov: Ég a Volga (regény, 1937)
- M. Gorkij: Klim Szamgin élete (regény, 1938)
- M. A. Solohov: Új barázdát szánt az eke (regény, 1938)
- Sz. M. Tretjakov: Den Si-hua, a kínai diák (regény, 1938)
- F. I. Panfjorov: Virágzó élet (regény, 1948)

## Díjai, kitüntetései
- Magyar Népköztársasági Érdemrend (1951)
- Munka Érdemrend (1954)
- a Munka Vörös Zászló Érdemrendje (1959, 1974)
- Munka Érdemrend arany fokozat (1966, 1969)
- Szocialista Hazáért Érdemrend (1967)
- József Attila-díj (1969, 1977)
- Felszabadulási Jubileumi Emlékérem (1970)
- Szocialista Magyarországért Érdemrend (1979)
- MNK Zászlórendje (1984)
- Nagy Lajos-díj (1992)